# Малий Едуард Євгенійович
Едуард Євгенійович Малий (рос. Эдуард Евгеньевич Малый; нар. 24 травня 1969, Волгоград, СРСР) — радянський та російський футболіст, воротар, по завершенні кар'єри гравця — російський футбольний арбітр.

## Кар'єра гравця
Народився у Волгограді. Дорослу футбольну кар'єру розпочав у 1990 році в складі клубу другої нижчої ліги чемпіонату СРСР «Авангард» (Курськ). Наприкінці дебютного для себе сезону перейшов до команди рідного міста — «Ротор». Дебютував за волгоградський колектив 6 квітня 1991 року в програному в серії післяматчевих пенальті (2:4) фінальному поєдинку Кубку першої ліги проти абовянського «Котайку». Володимир вийшов на поле на 46-й хвилині, замінивши Валерія Клейменова. Потім зіграв у кубку СРСР. У Першій лізі СРСР дебютував 27 жовтня 1991 року в переможному (3:0) домашньому поєдинку 41-о туру проти «Пардаугави». Малий вийшов на поле на 84-й хвилині, замінивши Валерія Клейменова. У складі волгоградського лубу зіграв 3 матчі в останньому розіграші першої ліги чемпіонату СРСР.
У лютому 1992 року приєднався до «Ворскли». 16 лютого 1992 року в переможному (1:0) поєдинку 1/32 фіналу кубку України проти чернігівської «Десни» дебютував за полтавську команду. Едуард вийшов на поле в стартовому складі та відіграв увесь матч. Незабаром після того матчу залишив розташування українського клубу.
Наприінці лютого 1992 року повернувся у «Ротор». Дебютував у футболці волгоградців 24 лютого в програному (0:1) домашньому поєдинку 1/8 фіналу кубку Росії проти самарських «Крил Рад». Малий вийшов на поле в стартовому складі та відіграв увесь матч. У складі «Ротора» в Вищій лізі чемпіонату Росії дебютував 2 квітня 1992 року в програному (0:1) виїзному поєдинку 2-о туру першого етапу групи «Б» проти московського «Спартака». Едуард вийшов на поле в стартовому складі та відіграв увесь матч. У складі волгоградців зіграв 11 матчів у «вишці», ще 1 матч провів у кубку Росії. Того сезону виступав також за другу команду «Ротора» в другій лізі чемпіонату Росії (10 матчів). Через травму змушений був завершити футбольну кар'єру.

## Кар'єра арбітра
Після невеликої паузи повернувся до футболу, проте вже в якості футбольного арбітра. З 1996 року почав обслуговувати футбольні матчі. Пройшов шлях від регіональних футбольних змагань до Прем'єр-ліги. З 2005 року обслуговував поєдинки елітного дивізіону російського чемпіонату. У 2013 році вирішив завершити кар'єру за станом здоров'я. Протягом суддівської кар'єри працював на 288 поєдинках як головний арбітр, а також у 74-х — як лайнсмен.